# Odontomelus cytidonotus
Odontomelus cytidonotus är en insektsart som beskrevs av Nicholas David Jago 1995. Odontomelus cytidonotus ingår i släktet Odontomelus och familjen gräshoppor. Inga underarter finns listade i Catalogue of Life.